# Ferești (Maramureș)
Ferești (ungarisch Fejérfalva) ist ein Dorf im Kreis Maramureș im historischen Komitat Máramaros in Rumänien. Es gehört zur Gemeinde Giulești.

## Lage
Ferești liegt an der Kreisstraße (Drum județean) DJ 186B, welche von der Nationalstraße DN18 abzweigt, etwa 12 Kilometer südöstlich der Stadt Sighetu Marmației (Marmaroschsiget) an der Mündung des Flusses Cosău in die Mara.

## Geschichte
Der Ort wurde 1402 erstmals urkundlich erwähnt. Er war über mehrere Jahrhunderte Teil des Komitats Maramuresch und damit des  Königreichs Ungarn. Nach dem Ersten Weltkrieg gelangte er zu Rumänien.

## Bevölkerung
Seit Beginn der offiziellen Volkszählungen im Jahr 1850 war das Dorf überwiegend von Rumänen bewohnt. Bis zum Zweiten Weltkrieg stellten Juden die größte Minderheit (etwa 5–10 Prozent). Inzwischen sind die Bewohner von Ferești ausschließlich Rumänen.

## Verkehr
Von der Nationalstraße DN18 bestehen Busverbindungen nach Sighetu Marmației. Der nächste Bahnhof befindet sich ca. 13 Kilometer nordwestlich des Ortes an der Bahnstrecke Sighetu Marmației–Iwano-Frankiwsk. Eine seit Ende des 19. Jahrhunderts durch Ferești führende Schmalspurbahn wurde etwa 1970 stillgelegt.

## Sehenswürdigkeiten

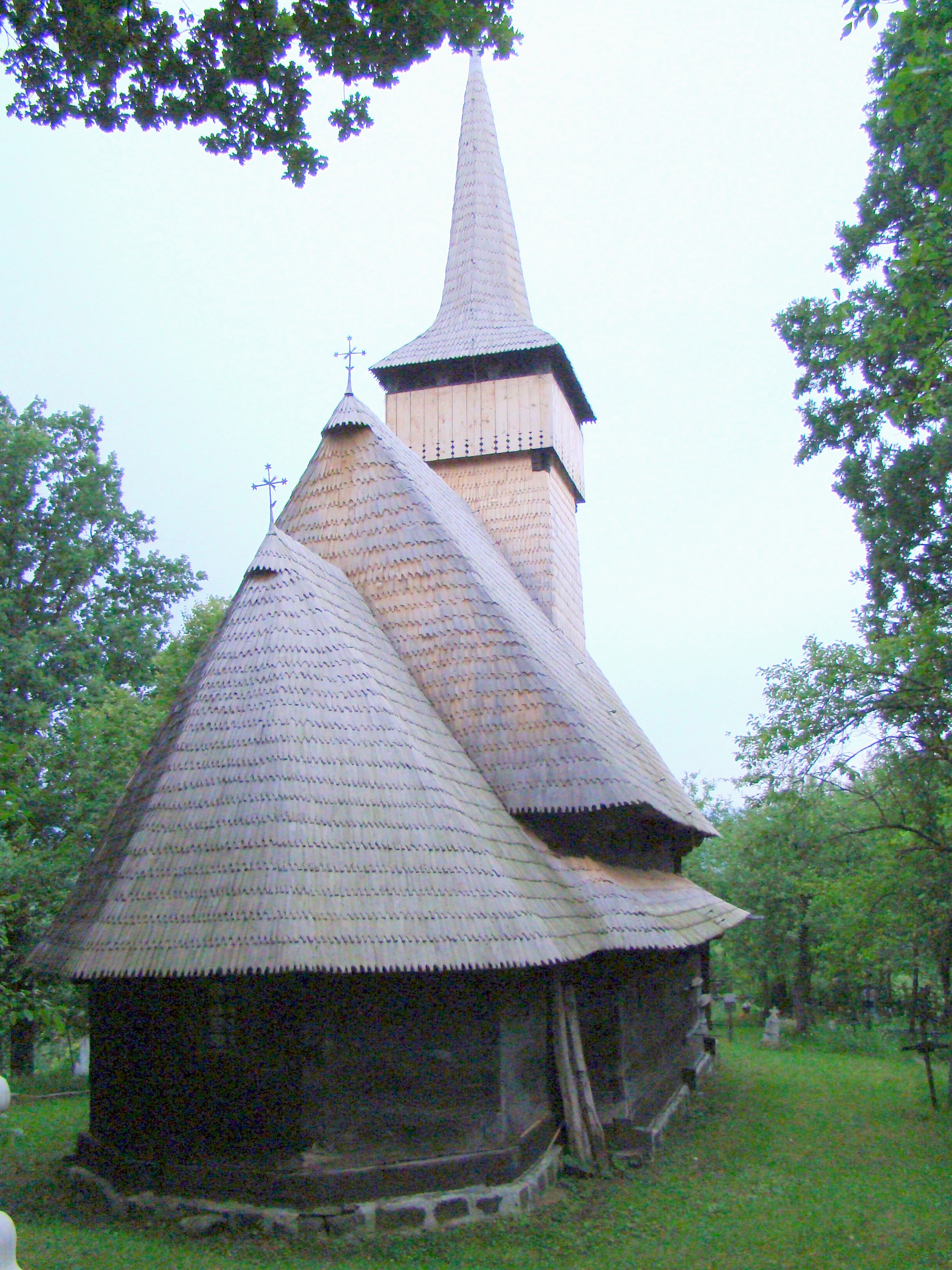
Holzkirche von Ferești

Ferești liegt landschaftlich sehr attraktiv. Der Ort wird geprägt von vielen gut erhaltenen traditionellen Häusern mit Holztoren. Touristischer Hauptanziehungspunkt ist die um 1700 errichtete, gut erhaltene Holzkirche Sf. Nicolae. Im Verzeichnis historischer Denkmäler des Ministeriums für Kultur und nationales Erbe (Ministerul Culturii și Patrimoniului Național) steht die Holzkirche unter Denkmalschutz.